# Arthrinium phaeospermum
Arthrinium phaeospermum är en svampart som först beskrevs av August Karl Joseph Corda, och fick sitt nu gällande namn av M.B. Ellis 1965. Arthrinium phaeospermum ingår i släktet Arthrinium och familjen Apiosporaceae.   Inga underarter finns listade i Catalogue of Life.